# ری کارتر (بازیکن فوتبال)
ری کارتر (انگلیسی: Ray Carter؛ زادهٔ ۱ مهٔ ۱۹۵۱) بازیکن فوتبال اهل بریتانیا است.
از باشگاه‌هایی که در آن بازی کرده‌است می‌توان به باشگاه فوتبال کرو آلکساندرا اشاره کرد.